# Черепін Тихон Корнійович
Ти́хон Корні́йович Чере́пін (1907, село Межиріч Каневського повіту Київської губернії, тепер Канівського району Черкаської області —  загинув 8 жовтня 1941, біля села Вершина Друга, тепер Запорізької області) — український радянський партійний діяч. Кандидат у члени ЦК КП(б)У в 1938—1940 року Член ЦК КП(б)У в 1940—1941 року Депутат Верховної Ради СРСР 1-го скликання.

## Життєпис
Народився в родині селянина-бідняка. У 1920 році закінчив сільську школу в селі Межирічі.
У травні — жовтні 1923 року — робітник бурякорадгоспу в селі Гребінка Прилуцького округу. У листопаді 1923 — травні 1924 року — селянин в господарстві батька в рідному селі. У червні — вересні 1924 року — робітник бурякорадгоспу в селі Гребінка Прилуцького округу. У жовтні 1924 — серпні 1925 року — знову селянин в господарстві батька в селі Межирічі. У вересні 1925 — листопаді 1926 року — робітник на будівництві моста в селі Межирічі. У 1925 році вступив до комсомолу.
У грудні 1926 — жовтні 1928 року — завідувач Дитячою комуністичною організацією Таганчанського районного комітету ЛКСМУ Шевченківського округу. Член ВКП(б) з серпня 1928 року.
У листопаді 1928 — жовтні 1929 року — завідувач Дитячою комуністичною організацією Мокрокалигірського районного комітету ЛКСМУ Шевченківського округу.
У листопаді 1929 — березні 1930 року — червоноармієць 19-го стрілецького полку в місті Ніжині.
У квітні — вересні 1930 року — завідувач клубу будівельників у місті Черкасах. У жовтні 1930 — лютому 1931 року — секретар Мошнянського районного комітету ЛКСМУ на Черкащині. У березні — жовтні 1931 року — завідувач організаційного відділу Черкаського районного комітету ЛКСМУ. У листопаді 1931 — серпні 1932 року — інструктор, масовик Черкаської машинно-тракторної станції Київської області.
У вересні 1932 — травні 1937 року — директор Черкаської машинно-тракторної станції Київської області.
У травні 1937 — січні 1938 року — 1-й секретар Черкаського районного комітету КП(б) України Київської області. У січні — червні 1938 року — начальник Київського обласного земельного управління.
6 червня 1938 — 3 лютого 1939 року — 2-й секретар Київського обласного комітету КП(б) України.
У лютому 1939 — січні 1940 року — заступник народного комісара радгоспів Української РСР з тваринництва.
У грудні 1939 (офіційно затверджений 5 січня 1940) — серпні 1941 року — 1-й секретар Сумського обласного і міського комітетів КП(б) України.
З серпня 1941 року — член Військової ради 18-ї армії Одеського військового округу. Загинув під час бою з німецькими військами.

## Звання
- Бригадний комісар (1941)

## Нагороди
- Орден Трудового Червоного Прапора (7.02.1939)